# Saint-Firmin-des-Prés

Saint-Firmin-des-Prés este o comună în departamentul Loir-et-Cher, Franța. În 1 ianuarie 2022 avea o populație de 756 de locuitori.